# 孙杰 (弘治进士)
孫傑（1455年—？），字朝用，山西太原府平定州人，軍籍，明朝政治人物。

## 生平
成化十年（1474年）甲午科山西鄉試第四十九名舉人。弘治三年（1490年）中式庚戌科會試第二十七名，三甲第一百四十三名進士。授吴江县知县，升户部主事。官陕西临洮府知府，正德九年（1514年）正月考察以不謹闲住。

## 家族
曾祖孫玉；祖父孫靖，右府都事；父孫善，陰陽典術。母閻氏。具庆下。弟孫侃（贡士）。